# Egil Hovland
Egil Hovland, född 18 oktober 1924 i Råde, Østfold fylke, död 5 februari 2013 i Fredrikstad, Østfold fylke, var en norsk tonsättare, organist och körledare. Hovland har förutom att han tonsatt psalmer även skrivit symfoniska verk, kammarmusik och körverk. Han var ledamot i psalmboks- och koralbokskommittéer.
Vid fyra års ålder flyttade han med sin familj till Fredrikstad där hans far dirigerade en kör. Han blev själv intresserad av musik och började musikstudier. Från 1942 vikarierade han som organist i Glemmen kyrka i Fredrikstads kommun. Han studerade därefter vid Oslo Musikkonservatorium och tog en examen i kyrkomusik. Sedan 1949 har han varit organist i Glemmen kyrka.
1983 blev han riddare av Sankt Olavs Orden.
Han finns representerad i Den svenska psalmboken 1986 med åtskilliga kompositioner, varav flera är tonsättningar till Britt G Hallqvists texter: (nr 21, 172, 255, 383, 411, 442, 617, 626, 663, 664, 666, 670, 673, 678, 697:8) samt i 
Psalmer i 90-talet.

## Tonsättningar av psalmer
- Alla har brått (nr 255) bearbetad 1977, enl psalmboken komponerad
- De skall gå till den heliga staden (nr 172) tonsatt 1976
- Gud har omsorg om vårt släkte (nr 411) tonsatt 1984
- Guds tjänare skall se hans ansikte (nr 666) tonsatt 1974
- Han gick den svåra vägen (nr 442) tonsatt 1975
- Hosianna, Davids son (nr 836 i Psalmer i 90-talet, en variant i av den mer kända melodin)
- Höj jubel till Herren, alla länder (nr 664) tonsatt 1974
- Jordens Gud, stjärnornas herre (nr 626) tonsatt 1979
- Kristus är sannerligen uppstånden (nr 678) tonsatt 1968
- Kom och se vad Gud har gjort (nr 663) tonsatt 1974
- Med vår glädje över livets under (nr 383) tonsatt 1976
- Måne och sol (nr 21) tonsatt 1974
- Se Guds Lamm, som borttager världens synd (nr 673) tonsatt 1974
- Tack, gode Gud, för allt som finns (en variant av)
- Ur djupen ropar jag till dig (Psaltarpsalm 1986 nr 670) tonsatt 1974
- Vi är ett folk på vandring  (nr 617) tonsatt 1981
- Ära åt Gud i höjden (Gloria) (nr 697:8) tonsatt av honom enligt psalmboksregistret men detta framgår inte vid psalmen.